# Io (Film)
Io (in UK auch: Io: Last on Earth) ist ein postapokalyptisches Science-Fiction-Drama mit Fantasy-Elementen von Jonathan Helpert. Der Film ist am 18. Januar 2019 auf dem Streaming-Dienst Netflix erschienen. Die Hauptdarsteller sind Margaret Qualley, Anthony Mackie und Danny Huston.

## Handlung
Bei einer Klimakatastrophe sind zahlreiche Menschen sowie alle Vögel und Meerestiere an toxischer Luft gestorben. Die meisten Überlebenden wurden mit 100 Raumschiffen auf eine Rettungsstation in der Umlaufbahn des Jupitermondes Io gebracht.
Die Wissenschaftlerin Sam Walden gehört zu den wenigen, die auf der Erde geblieben sind. Sams Freund Elon ist in der Rettungsstation und bittet sie, mit dem letzten Rettungsraumschiff zu ihm zu kommen. Sie lehnt jedoch ab, da sie an einem Verfahren zur Regeneration der Erdatmosphäre arbeitet, das ihr Vater, Dr. Henry Walden, entwickelt hat. Sie lebt in einer hoch gelegenen Gegend, in der die Luft nicht toxisch ist.
Micah, ein weiterer Überlebender, landet mit einem Heliumballon in der Nähe ihres Hauses und fragt nach Henry Walden. Sam gibt sich als Assistentin von Walden aus und antwortet zunächst ausweichend. Später gibt sie zu, dass Walden ein Jahr zuvor gestorben und sie seine Tochter ist. Micah drängt Sam, mit ihm zum letzten Rettungsraumschiff zu reisen und die Erde zu verlassen.
Elon schreibt Sam in einer E-Mail, dass er sich einer 10-jährigen Expedition anschließe, die zu einem sehr erdähnlichen Planeten führe. Kurze Zeit später kommen Sam und Micah sich näher.
Sie wollen mit dem letzten Rettungsraumschiff die Erde verlassen. Da die Tanks von Micahs Ballon nicht genug Helium enthalten, um den Startplatz des Raumschiffs zu erreichen, müssen die beiden Helium aus der Stadt holen. Währenddessen fährt Sam alleine in ein Museum, wobei Micah ihr folgt. Sie nimmt die Maske ab und nimmt einige Atemzüge.
Schließlich befindet Sam sich zusammen mit einem Mädchen an einem Strand, offenbar ihre und Micahs Tochter. Anscheinend hat sie tatsächlich einen Weg gefunden, die Erdatmosphäre zu regenerieren.

## Produktion
Der Film wurde 2016 gedreht und sollte bereits 2017 erscheinen. Gründe für die verzögerte Veröffentlichung wurden nicht genannt.

## Rezensionen
In englischsprachigen Medien fand der Film ein überwiegend negatives Echo. Basierend auf der Auswertung von 27 Kritiken weist Rotten Tomatoes einen Tomatometer-Wert von lediglich 33 % aus.